# Fettelés
A fettelés, fettítés vagy vastagítás a tipográfiai kiemelésnek az a fajtája, amelynek során a folyó szöveg egyes elemeit, részeit a normál szedésű antikva betűtípusétól nagyobb vonalvastagságú betűkkel szedik. A hagyományos tipográfiában és nyomdászatban megkülönböztették a lágyabb vastagítású félkövér (német eredetű szakkifejezéssel halbfett, angol szóval semibold), a határozott betűvastagságú kövér (fett vagy bold), illetve helyenként az extrakövér (extrafett vagy extra bold) kiemeléseket. A számítógépes szövegszerkesztő felületek többségén – így ebben a szócikkben is – alapértelmezésben csak a kövér szedésű betűk elérhetőek.
Napjaink könyvszerkesztési gyakorlatában eltérő elgondolások élnek a fettelés alkalmazhatósági körét tekintve. A radikálisabb megítélés szerint túlságosan erőteljes, a szedéstükör áttekinthetőségét rontó kiemelési eljárás, ezért alkalmazása csak bizonyos kiadványokban, illetve speciális szerepkörökben elfogadható: a főszöveg címsorainak kiemelésére; lexikonokban, szótárakban a címszavak elkülönítésére; tankönyvekben a fontos kifejezések, kulcsszavak kihangsúlyozására; stb.